# Faustina cingulella
Faustina cingulella је пуж из реда Stylommatophora и фамилије Helicidae.

## Угроженост
Ова врста је на нижем степену опасности од изумирања, и сматра се скоро угроженим таксоном.

## Распрострањење
Присутна је у следећим државама: Пољска и Словачка.